# Bakosi Béla
Bakosi Béla (Kemecse, 1957. június 18. –) kétszeres fedett pályás Európa-bajnok atléta, hármasugró.

## Pályafutása
Csak 17 évesen kezdett el hármasugrással foglalkozni, de rögtön sikereket ért el és hamar tagja lett az ifjúsági válogatottnak.
1978-ban 15. volt az Európa-bajnokságon. Első felnőtt sikerét nagy versenyen 1979-ben érte el. A bécsi fedett pályás Európa-bajnokságon ötödik lett. Egy évvel később nyerte első fedett pályás Európa-bajnoki címét, ezt követően 23 évesen a moszkvai olimpián hármasugrásban 7. helyen végzett, és bár elindult a távolugrás selejtezőjében is, innen nem jutott tovább. Újra aranyérmet szerzett 1982-ben fedett pályán, a szabadtéri EB-n pedig bronzérmes lett. 1983 és 1988 között még négyszer állt dobogóra a fedett pályás Európa-bajnokságokon, de győzni nem tudott. Részt vett mindkét hazai EB-n a Budapest Sportcsarnokban, de mindkétszer lemaradt a győzelemről. Az 1983-as szabadtéri vb-n hetedik lett.
Az 1984-es olimpián a bojkott miatt nem vehetett részt. A stuttgarti Európa-bajnokságon 1986-ban remek eredménnyel került döntőbe, ott azonban rosszul teljesített és csak 12. lett.1988 elején csúcsformában versenyzett, máig fennálló fedett pályás országos csúcsot ugrott 17,25 méterrel, Oleg Szakirkin így is 5 cm-rel megelőzte. Szabadtéri országos csúcsát 1985-ben ugrotta Budapesten, a 17,23 cm-es rekordot 1998-ban döntötte meg Czingler Zsolt egy centivel.
1979 és 1987 között nyolcszor nyert magyar bajnoki címet hármasugrásban, egyszer pedig a távolugrás magyar bajnoki címét is megszerezte. 1980-ban és 1982-ben fedett pályán is megnyerte a magyar bajnokságot. Bár az 1988-as olimpiára is kijutott, de a versenyen saroksérülése miatt nem indult el. Jó formáját már nem találta, a hazai fedett pályás világbajnokságon a selejtezőben utolsó előtti lett. Mivel nem akart korábbi eredményeinél rosszabb formában tovább versenyezni, visszavonult.

## Eredményei
| Év   | Esemény                        | Helyszín               | Helyezés   | Versenyszám |
| ---- | ------------------------------ | ---------------------- | ---------- | ----------- |
| 1978 | Szabadtéri Európa-bajnokság    | Prága, Csehszlovákia   | 15.        | Hármasugrás |
| 1979 | Fedett pályás Európa-bajnokság | Bécs, Ausztria         | 5.         | Hármasugrás |
| 1979 | Universiade                    | Mexikóváros, Mexikó    | 7.         | Hármasugrás |
| 1980 | Fedett pályás Európa-bajnokság | Sindelfingen, NSZK     | aranyérmes | Hármasugrás |
| 1980 | Olimpiai játékok               | Moszkva, Szovjetunió   | 7.         | Hármasugrás |
| 1981 | Universiade                    | Bukarest, Románia      | ezüstérmes | Hármasugrás |
| 1982 | Fedett pályás Európa-bajnokság | Milánó, Olaszország    | aranyérmes | Hármasugrás |
| 1982 | Szabadtéri Európa-bajnokság    | Athén, Görögország     | bronzérmes | Hármasugrás |
| 1983 | Fedett pályás Európa-bajnokság | Budapest, Magyarország | bronzérmes | Hármasugrás |
| 1983 | Szabadtéri világbajnokság      | Helsinki, Finnország   | 7.         | Hármasugrás |
| 1984 | Fedett pályás Európa-bajnokság | Göteborg, Svédország   | bronzérmes | Hármasugrás |
| 1986 | Fedett pályás Európa-bajnokság | Madrid, Spanyolország  | bronzérmes | Hármasugrás |
| 1986 | Szabadtéri Európa-bajnokság    | Stuttgart, NSZK        | 12.        | Hármasugrás |
| 1987 | Fedett pályás Európa-bajnokság | Budapest, Magyarország | ezüstérmes | Hármasugrás |
| 1989 | Fedett pályás világbajnokság   | Budapest, Magyarország | 15.        | Hármasugrás |

### Magyar bajnoki címei szabadtéren
Hármasugrásban
8-szoros bajnok: 1979, 1980, 1981, 1982, 1984, 1985, 1986, 1987
Távolugrásban
1-szeres bajnok: 1979

### Magyar bajnoki címei fedett pályán
Hármasugrásban
2-szeres bajnok: 1980, 1982

## Rekordjai
Hármasugrás
Szabadtér
- 16,45 m (1978. július 2., Budapest) utánpótlás magyar csúcs[3]
- 16,67 m (1979. július 29., Budapest) utánpótlás magyar csúcs[4]
- 16,90 m (1979. szeptember 30., Nyíregyháza) magyar csúcs[5]
- 16,97 m (1981. július 22., Bukarest) magyar csúcs[6]
- 17,13 m (1981. augusztus 21., Nyugat-Berlin) magyar csúcs[7]
- 17,20 m (1982. augusztus 21., Budapest) magyar csúcs[8]
- 17,23 m (1985. július 29., Budapest) magyar csúcs[9]

Fedett pálya
- 16,62 m (1980. február 24., Budapest) fedett pályás magyar csúcs
- 16,69 m (1980. február 24., Budapest) fedett pályás magyar csúcs[10]
- 16,86 m (1980. március 1., Sindelfingen) fedett pályás magyar csúcs[11]
- 17,13 m (1982. március 6., Milánó) fedett pályás magyar csúcs[12]
- 17,15 m (1984. március 3., Göteborg) fedett pályás magyar csúcs[13]
- 17,25 m (1988. március 6., Budapest) fedett pályás magyar csúcs[14]

Magasugrás
Fedett pálya
- 205 cm (1976. január 18., Budapest) fedett pályás ifjúsági magyar csúcs[15]

## Pályafutása után
A szöuli olimpiai részvétel lemondása után két évvel visszavonult és edzősködni kezdett. Ekkor Vaszi Tünde edzője volt. Bár egy ideig ezzel felhagyott, 1999 óta újra edző Nyíregyházán. Kisebbik fia, Bakosi Péter többszörös magyar bajnok magasugró.

## Díjai, elismerései
- Az év Szabolcs-Szatmár megyei sportolója (1978,[16] 1982[17])
- Az év magyar atlétája (1981, 1982)